# Ural (řeka)
Ural (rusky Урал, kazašsky Жайық, [Žajyk]), známý do roku 1775 právě pod tímto kazašským názvem (rusky Яик), je řeka, pramenící v ruském pohoří Ural (Baškortostán) a tekoucí na jih přes ruské oblasti (Čeljabinská a Orenburská) do Kazachstánu (oblasti Západokazachstánská a Atyrauská). Ústí do Kaspického moře. Tvoří část hranice mezi Evropou a Asií. Její délka činí 2 428 km. Povodí má rozlohu 231 000 km².

## Průběh toku
Řeka pramení na straně jižního Uralu, zhruba 150 km severně od Magnitogorsku (hřbet Uraltau) a do Kaspického moře ústí u města Atyrau. Na horním toku představuje horskou bystřinu, která ústí do Jajické bažiny. Pod bažinou se dolina řeky místy rozšiřuje až na 5 km a místy zase zužuje. Pod městem Věrchněuralsk už teče jako rovinná řeka. Pod Magnitogorskem teče na jih mezi skalnatými břehy. Pod Orskem se stáčí na západ a protéká Novotroickem, několik desítek kilometrů tvoří rusko-kazašskou hranici, vrací se zpět do Ruska a protíná Guberlinské hory soutěskou dlouhou 45 km. Dolina se níže postupně rozšiřuje, řeka protéká Orenburgem a mezi obcemi Ilek a Ranee opět tvoří rusko-kazašskou hranici. Zhruba v půli své pouti řeka definitivně opouští Rusko a vtéká na území Kazachstánu a u Oralu už je údolí široké několik desítek kilometrů. Pod Uralskem se otáčí směr toku opět k jihu a teče širokou rovinou s velkým množstvím starých ramen, průtoků a jezer. Při ústí se rozděluje na dvě ramena: Jajické a Zlaté (splavné).

### Přítoky
- zprava – Velký Kizil, Tanalyk, Guberlja, Sakmara (s přítokem Salmyš), Kindělja, Irtěk, Čagan,
- zleva – Utva, Suunduk, Kumak, Or, Kijaly Burťa, Urťa Burťa, Burťa, Ilek (s přítokem Chobda),
- patří k povodí Uralu, ale neústí do něj, protože se ztrácejí v Přikaspické nížině - Olenti, Kaldygajty a Uil.

## Vodní režim
Zdroj vody je převážně sněhový. Jarní velká voda nastává na horním toku od konce března do začátku dubna a na dolním toku od druhé poloviny dubna do června. Menší zvýšení vodních stavů na horním toku nastává také v létě a na podzim. Ve zbývající části roku voda opadá. Při velké vodě se řeka na středním toku rozlévá do šířky více než 10 km a v deltě až několika desítek kilometrů. Nejvyšší úrovně dosahuje na horním toku na konci dubna a na dolním toku na začátku května. Rozsah kolísání výšky hladiny je na horním toku 2 až 3 m, na dolním toku 9 až 10 m a v deltě 3 m. Průměrný průtok je u Orenburgu 104 m³/s (maximální 12 100 m³/s a minimální 1,62 m³/s) a u obce Kušum 400 m³/s (maximální 14 000 m³/s a minimální 13,3 m³/s). 80 % vody řekou proteče na jaře. Střední kalnost vody je u Orenburgu 280 g/m³ a u Kušumu 280 g/m³. Řeka zamrzá na horním toku na začátku listopadu a na středním a dolním toku na konci prosince. Rozmrzá na dolním toku na konci března a na horním toku na začátku dubna. Tání ledu je rychlé a vytvářejí se ledové zátarasy.

## Využití
Na horním toku se voda využívá k zásobování průmyslových závodů (Magnitogorský a Orsko-Chalilovský metarulgický kombinát) a měst. Na dolním toku se využívá na zavlažování. Nad Magnitogorskem byla vybudována Hornouralská přehrada a pod ním ještě jedna přehradní nádrž. U obce Iriklinskij nad Orskem vznikla za hrází Iriklinské hydroelektrárny Iriklinská přehrada. Pod Uralskem byl vybudovaný Kušumský kanál a přehrady (Kirovská a Döngelecká). Řeka je splavná v úseku Uralsk – Atyrau. Průmyslově lovené ryby jsou jeseteři ruský i hvězdnatý, cejni, candáti, sumci, kapři, síhové. Na řece leží města Věrchněuralsk, Magnitogorsk, Orsk, Novotroick, Orenburg, Oral, Atyrau.

## Galerie

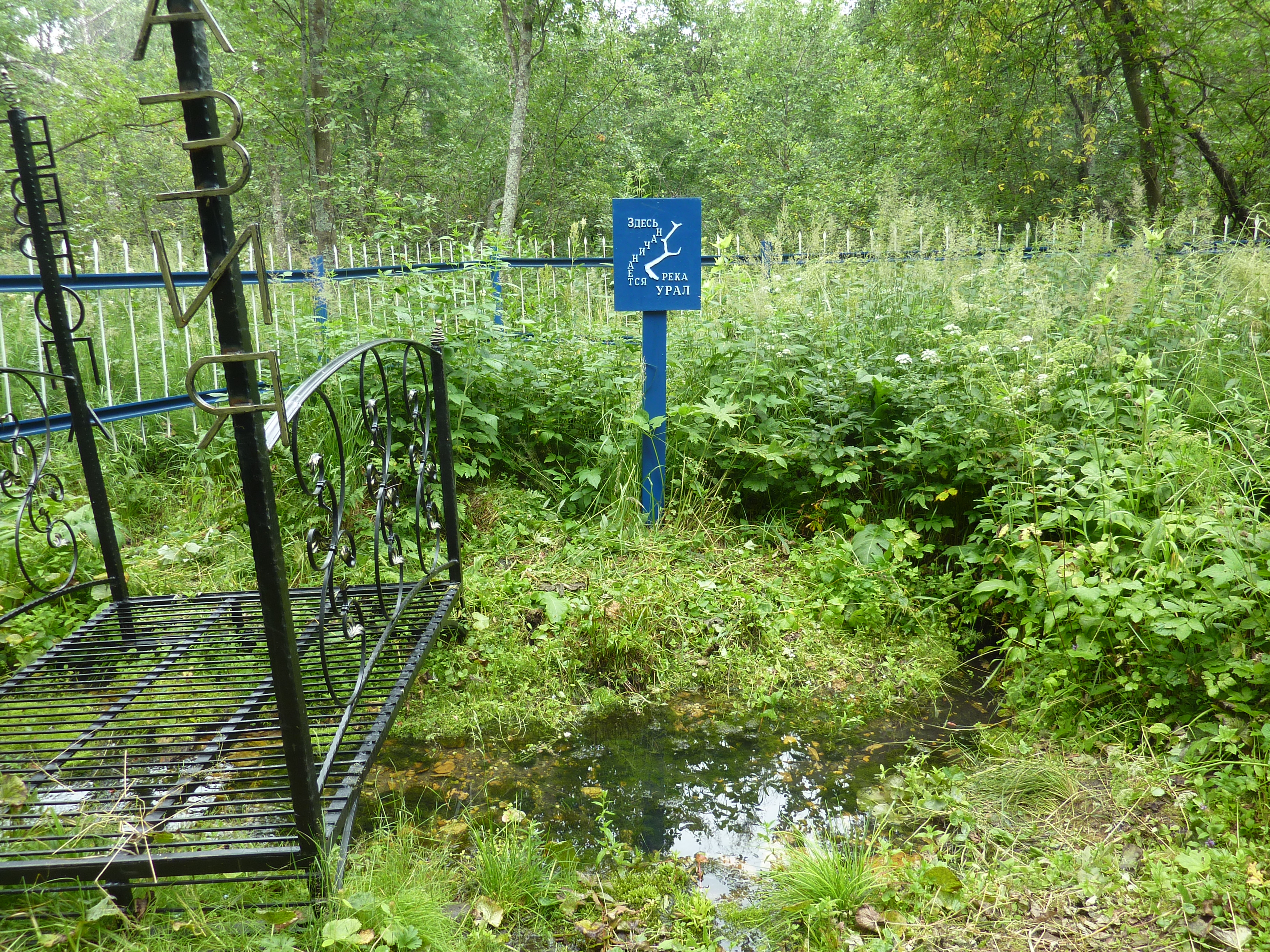
Pramen Uralu
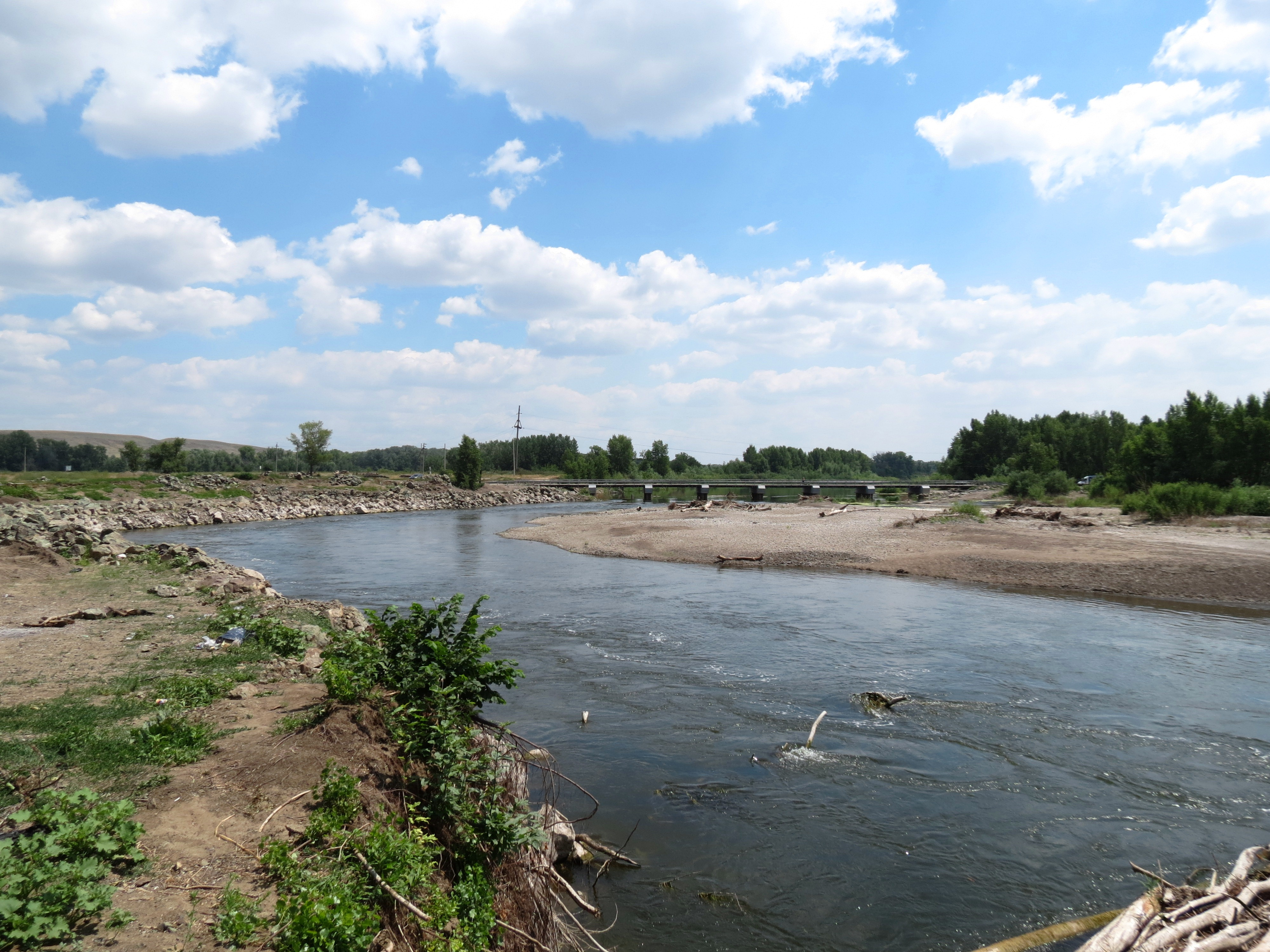
Řeka Ural u Novouralsku
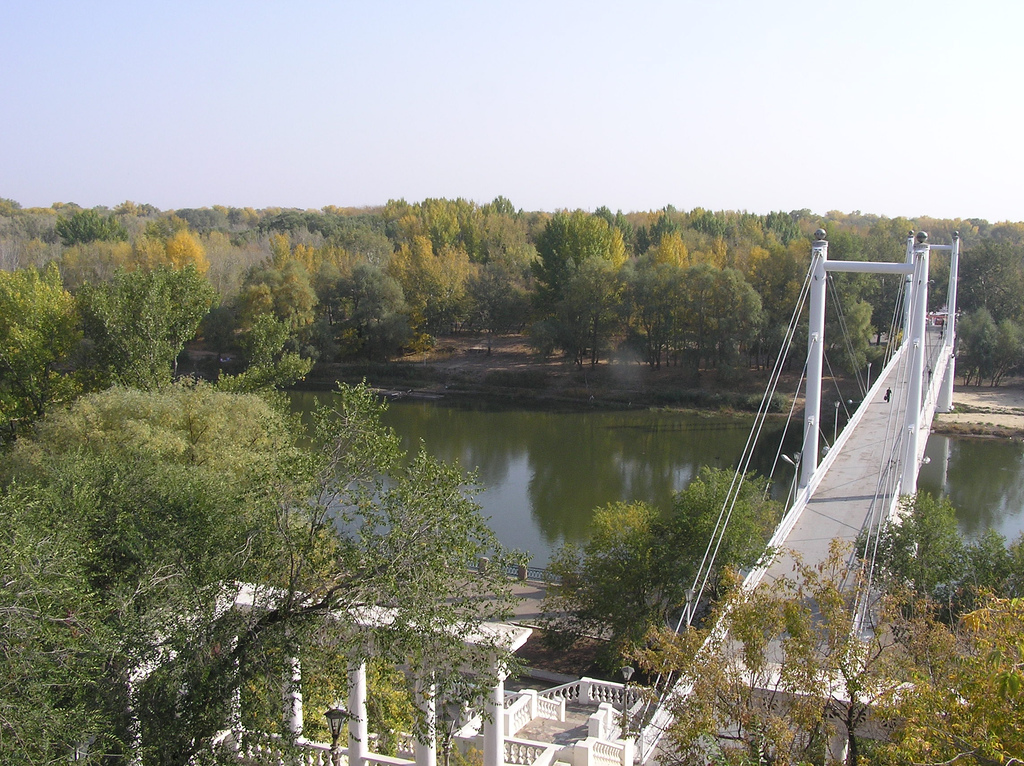
Most přes Ural u Orenburgu
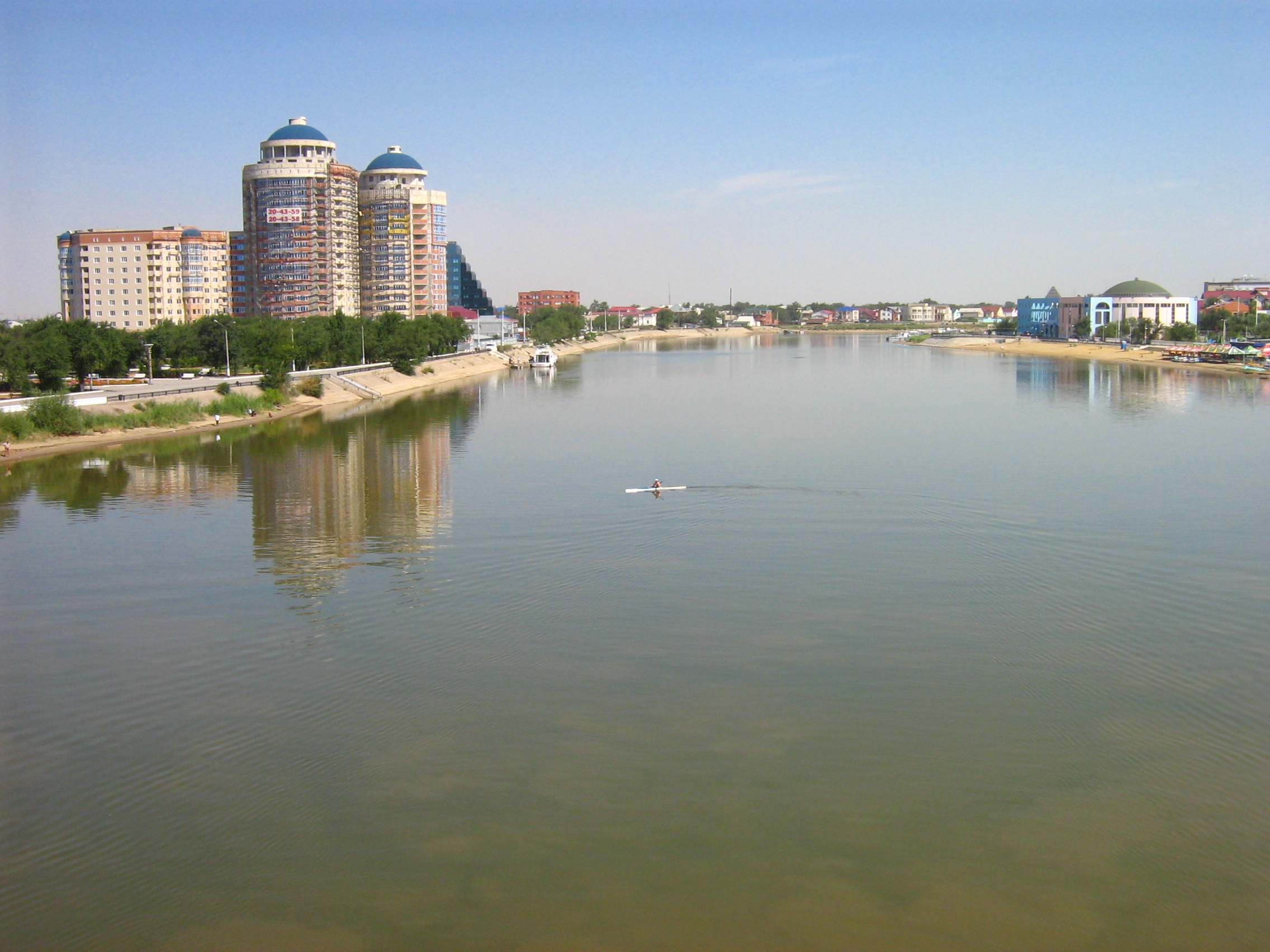
Ural ve městě Atyrau (vlevo Evropa, vpravo Asie)
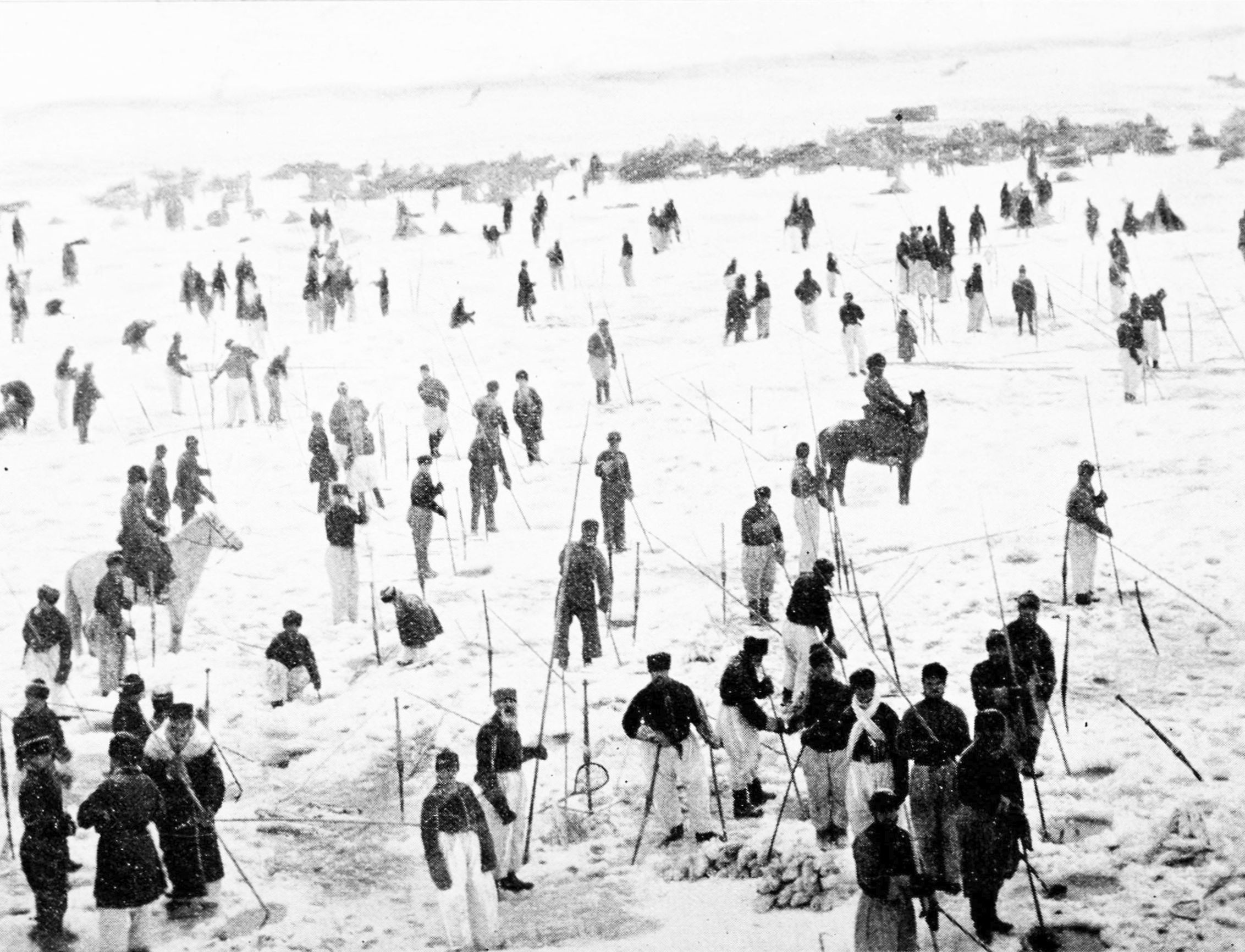
Rybaření na zamrzlém Uralu (1893)
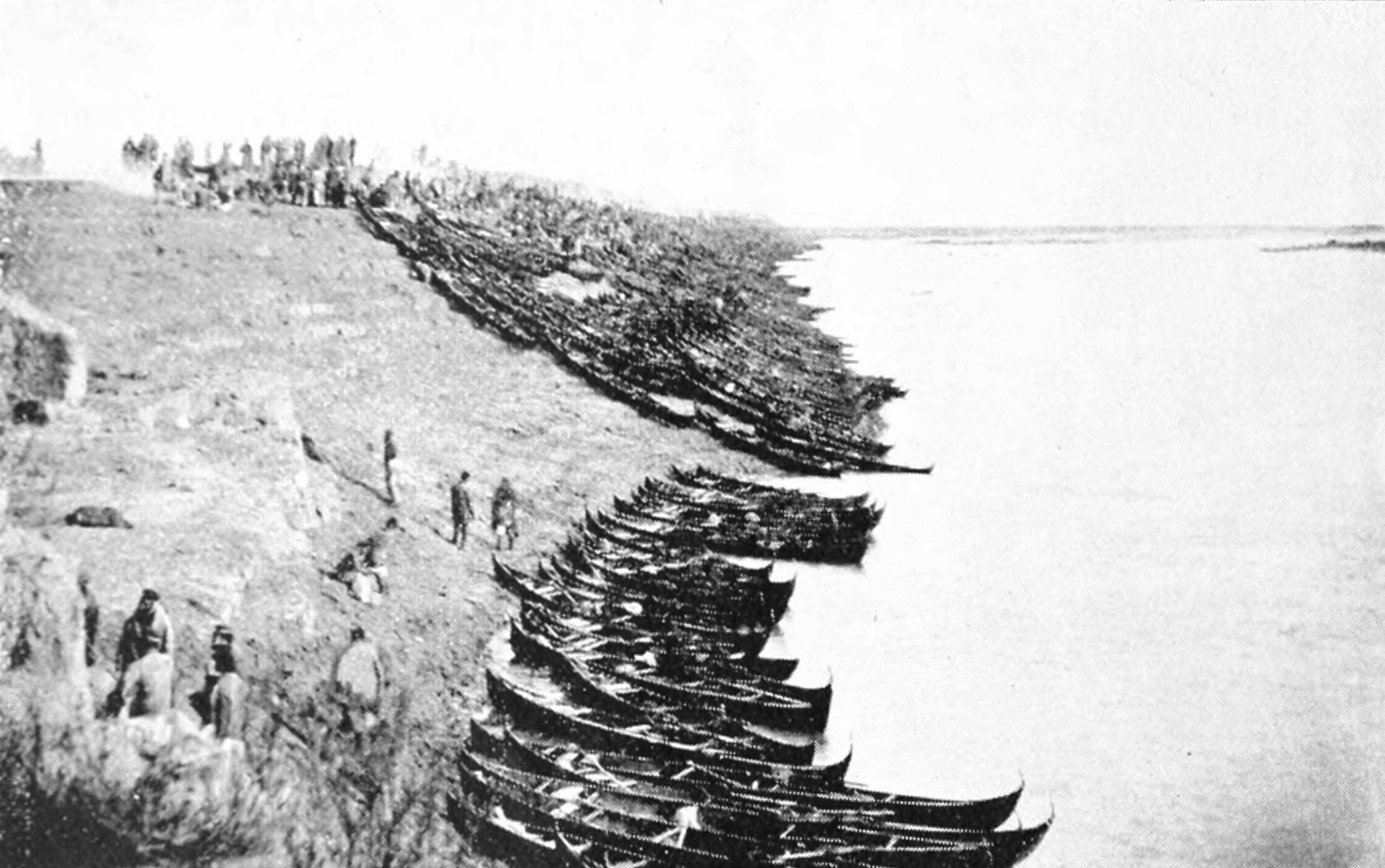
Příprava na podzimní rybolov (1893)
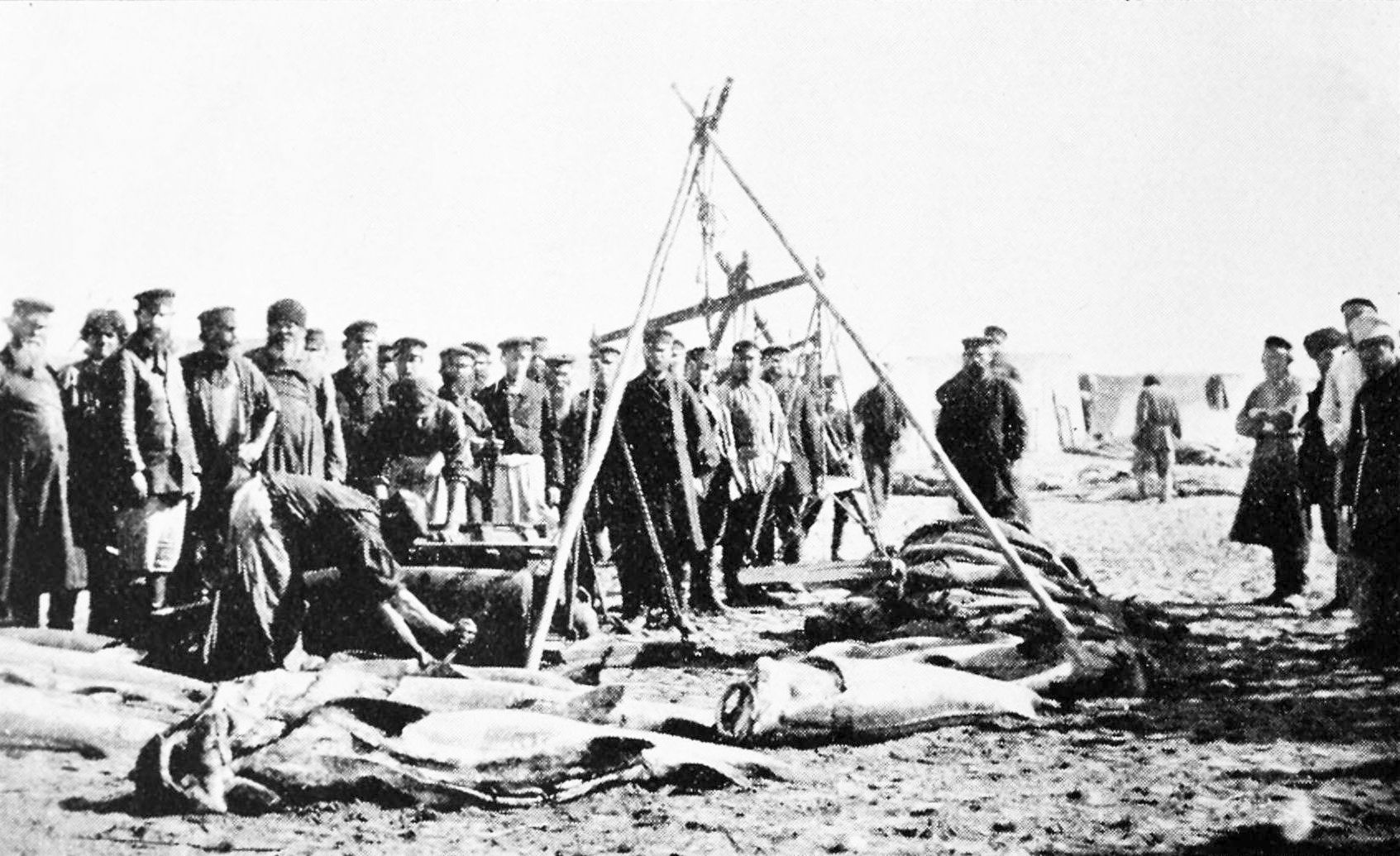
Získávání kaviáru lovem na řece Ural (1893)